# Espacio topológico

Cuatro ejemplos de topologías y dos que no lo son, en el conjunto de tres puntos {1,2,3}.
El ejemplo inferior izquierdo no es una topología porque la unión {2} y {3}, igual a {2,3}, no es parte de la colección.
El ejemplo inferior derecho tampoco, porque la intersección de {1,2} y {2,3}, igual a {2}, no es parte de la colección.

Un espacio topológico es una estructura matemática que permite la definición formal de conceptos como convergencia, conectividad, continuidad y vecindad, usando subconjuntos de un conjunto dado. La rama de las matemáticas que estudia los espacios topológicos se llama topología. Las variedades, al igual que los espacios métricos, son especializaciones de espacios topológicos con restricciones y estructuras propias.

## Historia
Alrededor de 1735, Leonhard Euler descubrió la fórmula {\displaystyle V-E+F=2} que relaciona el número de vértices, aristas y caras de un poliedro convexo, y por lo tanto de un grafo plano. El estudio y generalización de esta fórmula, concretamente por parte de Cauchy (1789-1857) y L'Huilier (1750-1840), impulsó el estudio de topología. En 1827, Carl Friedrich Gauss publicó Investigaciones generales de superficies curvas, que en la sección 3 define la superficie curva de manera similar a la comprensión topológica moderna: "Se dice que una superficie curva posee curvatura continua en uno de sus puntos A, si la dirección de todas las líneas rectas trazadas desde A hasta puntos de la superficie a una distancia infinitamente pequeña de A se desvían infinitamente poco de un mismo plano que pasa por A."
Sin embargo, "hasta el trabajo de Riemann a principios de la década de 1850, las superficies siempre se trataban desde un punto de vista local (como superficies paramétricas) y las cuestiones topológicas nunca se consideraban". "Möbius y Jordan parecen ser los primeros en darse cuenta de que el principal problema de la topología de las superficies (compactas) es encontrar invariantes (preferiblemente numéricos) para decidir la equivalencia de las superficies, es decir, decidir si dos superficies son homeomorfos o no."
El tema está claramente definido por Felix Klein en su "Programa de Erlangen" (1872): las invariantes geométricas de la transformación continua arbitraria, una especie de geometría. El término "topología" fue introducido por Johann Benedict Listing en 1847, aunque había usado el término en correspondencia algunos años antes en lugar de "Analysis situs" usado anteriormente. El fundamento de esta ciencia, para un espacio de cualquier dimensión, fue creado por Henri Poincaré. Su primer artículo sobre este tema apareció en 1894. En la década de 1930, James Waddell Alexander II y Hassler Whitney expresaron por primera vez la idea de que una superficie es un espacio topológico que es localmente como un plano euclidiano.
Los espacios topológicos fueron definidos por primera vez por Felix Hausdorff en 1914 en su seminal "Principios de la teoría de conjuntos". Los espacios métricos habían sido definidos anteriormente en 1906 por Maurice Fréchet, aunque fue Hausdorff quien popularizó el término "espacio métrico" (en alemán: metrischer Raum).

## Definición
Formalmente, se llama espacio topológico al par ordenado {\displaystyle (X,T)} formado por un conjunto {\displaystyle X} y una topología {\displaystyle T} sobre {\displaystyle X}, es decir, una colección de subconjuntos de {\displaystyle X} que cumple las tres propiedades siguientes:
1. El conjunto vacío y {\displaystyle X} están en {\displaystyle T}.
{\displaystyle \quad \varnothing \in T,X\in T}
2. La intersección de cualquier subcolección finita de conjuntos de {\displaystyle T} está  en {\displaystyle T}.
{\displaystyle \quad (O_{1}\in T,O_{2}\in T)\Rightarrow (O_{1}\cap O_{2}\in T)}
3. La unión de cualquier  subcolección de conjuntos de {\displaystyle T} está en {\displaystyle T}.[7]

Esta condición también se escribe, formalmente:
{\displaystyle \textstyle \quad \forall S\subset T,\bigcup _{O\in S}O\in T}
A los conjuntos pertenecientes a la topología {\displaystyle T} se les llama conjuntos abiertos o simplemente  abiertos de {\displaystyle (X,T)};  y a sus complementos en {\displaystyle X}, conjuntos cerrados.

### Definición mediante vecindades
Esta axiomatización se debe a Felix Hausdorff.
Sea {\displaystyle X} un conjunto; los elementos de {\displaystyle X} suelen llamarse puntos, aunque pueden ser cualquier objeto matemático. Permitimos que {\displaystyle X} esté vacío. Sea {\displaystyle {\mathcal {N}}} una función que asigna a cada {\displaystyle x} (punto) en {\displaystyle X} una colección no vacía {\displaystyle {\mathcal {N}}(x)} de subconjuntos de {\displaystyle X.} Los elementos de {\displaystyle {\mathcal {N}}(x)} se llamarán vecindades de {\displaystyle x} con respecto a {\displaystyle {\mathcal {N}}} (o, simplemente, vecindades de {\displaystyle x}). La función {\displaystyle {\mathcal {N}}} se llama un entorno si los axiomas siguientes se satisfacen; y entonces {\displaystyle X} con {\displaystyle {\mathcal {N}}} se llama un espacio topológico'.
1. Si {\displaystyle N} es una vecindad de {\displaystyle x} (es decir, {\displaystyle N\in {\mathcal {N}}(x)}), entonces {\displaystyle x\in N.} En otras palabras, cada punto pertenece a cada una de sus vecindades.
2. Si {\displaystyle N} es un subconjunto de {\displaystyle X} e incluye una vecindad de {\displaystyle x,} entonces {\displaystyle N} es una vecindad de {\displaystyle x.} Es decir, cada superconjunto de una vecindad de un punto {\displaystyle x\in X} es de nuevo una vecindad de {\displaystyle x.}
3. La intersección de dos vecindades de {\displaystyle x} es una vecindad de {\displaystyle x.}
4. Cualquier vecindad {\displaystyle N} de {\displaystyle x} incluye una vecindad {\displaystyle M} de {\displaystyle x} tal que {\displaystyle N} es una vecindad de cada punto de {\displaystyle M.}

Los tres primeros axiomas de vecindad tienen un significado claro. El cuarto axioma tiene un uso muy importante en la estructura de la teoría, el de unir las vecindades de distintos puntos de {\displaystyle X.}
Un ejemplo estándar de tal sistema de vecindades es para la recta real {\displaystyle \mathbb {R} ,} donde se define que un subconjunto {\displaystyle N} de {\displaystyle \mathbb {R} } es una vecindad de un número real {\displaystyle x} si incluye un intervalo abierto que contenga a {\displaystyle x.}
Dada tal estructura, un subconjunto {\displaystyle U} de {\displaystyle X} se define como abierto si {\displaystyle U} es una vecindad de todos los puntos de {\displaystyle U.} Los conjuntos abiertos satisfacen entonces los axiomas dados a continuación. A la inversa, dados los conjuntos abiertos de un espacio topológico, las vecindades que satisfacen los axiomas anteriores pueden recuperarse definiendo {\displaystyle N} como vecindad de {\displaystyle x} si {\displaystyle N} incluye un conjunto abierto {\displaystyle U} tal que {\displaystyle x\in U.}.

### Definición mediante conjuntos abiertos
Una topología sobre un conjunto {\displaystyle X} puede definirse como una colección {\displaystyle \tau } de subconjuntos de {\displaystyle X}, llamados conjuntos abiertos y que satisfacen los siguientes axiomas:
1. El conjunto vacío y {\displaystyle X} mismo pertenecen a {\displaystyle \tau .}
2. Cualquier unión arbitraria (finita o infinita) de miembros de {\displaystyle \tau } pertenece a {\displaystyle \tau .}
3. La intersección de cualquier número finito de miembros de {\displaystyle \tau } pertenece a {\displaystyle \tau .}

Como esta definición de una topología es la más utilizada, el conjunto {\displaystyle \tau } de los conjuntos abiertos se llama comúnmente una topología sobre {\displaystyle X.}
Se dice que un subconjunto {\displaystyle C\subseteq X} es cerrado en {\displaystyle (X,\tau )} si su complemento {\displaystyle X\setminus C} es un conjunto abierto.

### Definición mediante conjuntos cerrados
Usando las leyes de De Morgan, los axiomas anteriores que definen conjuntos abiertos se convierten en axiomas que definen  conjuntos cerrados':
1. El conjunto vacío y {\displaystyle X} son cerrados.
2. La intersección de cualquier colección de conjuntos cerrados es también cerrada.
3. La unión de cualquier número finito de conjuntos cerrados también es cerrada.

Utilizando estos axiomas, otra forma de definir un espacio topológico es como un conjunto {\displaystyle X} junto con una colección {\displaystyle \tau } de subconjuntos cerrados de {\displaystyle X}. Así, los conjuntos de la topología {\displaystyle \tau } son los conjuntos cerrados, y sus complementos en {\displaystyle X} son los conjuntos abiertos.

### Otras definiciones
Existen muchas otras formas equivalentes de definir un espacio topológico: en otras palabras, los conceptos de vecindad, o el de conjunto abierto o cerrado pueden reconstruirse a partir de otros puntos de partida y satisfacer los axiomas correctos.
Otra forma de definir un espacio topológico es utilizando los axiomas de cierre de Kuratowski, que definen los conjuntos cerrados como los puntos fijos de un operador sobre el conjunto potencia de {\displaystyle X}.
Una red es una generalización del concepto de  secuencia.  Una topología está completamente determinada si para cada red en {\displaystyle X} se especifica el conjunto de sus puntos de acumulación.

## Ejemplos
- La topología trivial o indiscreta: es la formada por {\displaystyle \varnothing } y {\displaystyle X}.
- La topología discreta: es la formada por el conjunto de las partes de {\displaystyle X}.
- La topología de los complementos finitos: es la formada por {\displaystyle \varnothing } y los conjuntos de {\displaystyle X}, cuyos complementarios son finitos.
- La topología de los complementos numerables: es la formada por {\displaystyle \varnothing } y los conjuntos de {\displaystyle X}, cuyos complementarios son numerables.
- Dado un subconjunto {\displaystyle A\subset X}, la colección de subconjuntos {\displaystyle \{\emptyset ,A,X\}} es una topología en X.
- R, conjunto de los reales, y T el conjunto de los intervalos abiertos en el sentido usual, y de las reuniones (cualesquiera) de intervalos abiertos. En este caso un conjunto es abierto si para todo punto de él existe un intervalo abierto que contiene al punto y dicho intervalo abierto está totalmente contenido en el mencionado conjunto.[13]
- Recta de Sorgenfrey: la recta real junto con la topología del límite inferior.
- La topología de Sierpinski es la colección T = {∅, {0}, X} sobre X = {0,1} y el par (X,T) se llama espacio de Sierpinski.[14]
- Una topología T sobre X, usando algunas partes de A, que es parte propia de X. El par (X,T) es un espacio topológico cuyos abiertos son ciertas partes de A y el conjunto X. Para este caso X = {a,b,c,d};  A ={a,b,c}; T = {∅,{a}, {a,b}, {a,b,c}, X} es una topología sobre X.[15]

## Topología inducida por la métrica
En todo espacio métrico (X,d) se puede definir de manera natural una topología dada por la métrica del espacio. En esta topología, denominada topología métrica, los conjuntos abiertos son uniones arbitrarias de bolas abiertas: la bola abierta de centro {\displaystyle p\in X} y radio {\displaystyle r} es el conjunto de los puntos de X que están a una distancia d de {\displaystyle p} estrictamente menor que {\displaystyle r}
{\displaystyle \quad B(p,r)=\{q\in X\mid d(p,q)<r\}.}
La topología métrica generaliza la noción usual de conjunto abierto en la recta real y en los espacios euclídeos de 2 o 3 dimensiones, permitiendo una aproximación de carácter local a la topología.
En vez de considerar todo el conjunto, el punto de vista local consiste en preguntarse: ¿qué relación tiene que haber entre un punto a cualquiera de A, y A para que A sea un abierto?
Si se considera el ejemplo más conocido, el de los intervalos, uno se da cuenta de que los intervalos abiertos son los que no contienen puntos en su frontera o borde, que son puntos en contacto a la vez con A y con su complementario R - A.
En otras palabras, un punto de un abierto no está directamente en contacto con el "exterior".
No estar en contacto significa intuitivamente que hay una cierta distancia entre el punto y el exterior; llamémosla d. Entonces la bola B (a, d/2), de radio d/2 y de centro a está incluida en A y no toca el complementario. En la figura, a está en el interior de A, mientras que b está en su frontera, porque cualquier vecindad de b encuentra R - A.
No todas las topologías provienen de una métrica: hay espacios que son metrizables y otros que no lo son. El Teorema de Nagata-Smírnov, entre otros, permite determinar si un espacio topológico es metrizable o no.
La topología pretende abstraer conceptos familiares de los espacios métricos, pero sin hacer referencia a una distancia. Por ello, se sustituye el concepto de bola abierta por el, más general, de entorno o vecindad. Una vecindad de un punto x es este punto con algo de su alrededor. Existe cierta libertad para definir el significado de "alrededor" y "vecindad" con tal de satisfacer los axiomas siguientes:
1. x pertenece a todas sus vecindades.
2. Un conjunto que contiene una vecindad de x es una vecindad de x.
3. La intersección de dos vecindades de x es también una vecindad de x.
4. En toda vecindad V de x existe otra vecindad U de x tal que V es una vecindad de todos los puntos de U.

Llamamos abierto un conjunto que es una vecindad para todos sus puntos.
Los axiomas expuestos en el punto de vista global están verificados:
1. E es obviamente una vecindad para todos sus puntos, y ∅ también porque no contiene punto. (Una propiedad universal: para todo x... es forzosamente cierta en el conjunto vacío.)
2. Una unión de abiertos Oi es un superconjunto de cada Oi, y Oi es una vecindad de todos sus puntos, por lo tanto, la unión es una vecindad de todos sus puntos, gracias a la propiedad (2).
3. Sea x un punto de la intersección de los abiertos O1 y O2. O1 y O2 son abiertos que contienen x y por lo tanto vecindades de él. Una intersección de vecindades de x es una vecindad de x (propiedad 3), lo que implica que O1 {\displaystyle \cap } O2 es una vecindad de todos sus puntos, y por lo tanto un abierto.

## Propiedades de un espacio topológico
- Compacidad
- Conectividad
- Axiomas de separación